# Aceros
Aceros ( gr. "sin cuernos") es un género de aves bucerotiformes de la familia Bucerotidae propias la región indomalaya. Son conocidas vulgarmente como cálaos.

## Especies
Se reconoce actualmente una especie:
- Aceros nipalensis - cálao del Nepal

Hasta hace poco múltiples especies se agrupaban en este género:
- Aceros cassidix - cálao grande de Célebes
- Aceros comatus - cálao crestiblanco
- Aceros corrugatus - cálao arrugado
- Aceros everetti - cálao de la Sumba
- Aceros leucocephalus - cálao grande de Mindanao
- Aceros narcondami - cálao de la Narcondam
- Aceros plicatus - cálao papú
- Aceros subruficollis - cálao gorgiclaro
- Aceros undulatus - cálao gorginegro
- Aceros waldeni - cálao grande de Panay